# Megan Tandy
Megan Elizabeth Tandy (zeitweise Megan Heinicke, * 10. September 1988 in Victoria, British Columbia) ist eine ehemalige kanadische Biathletin.

## Karriere

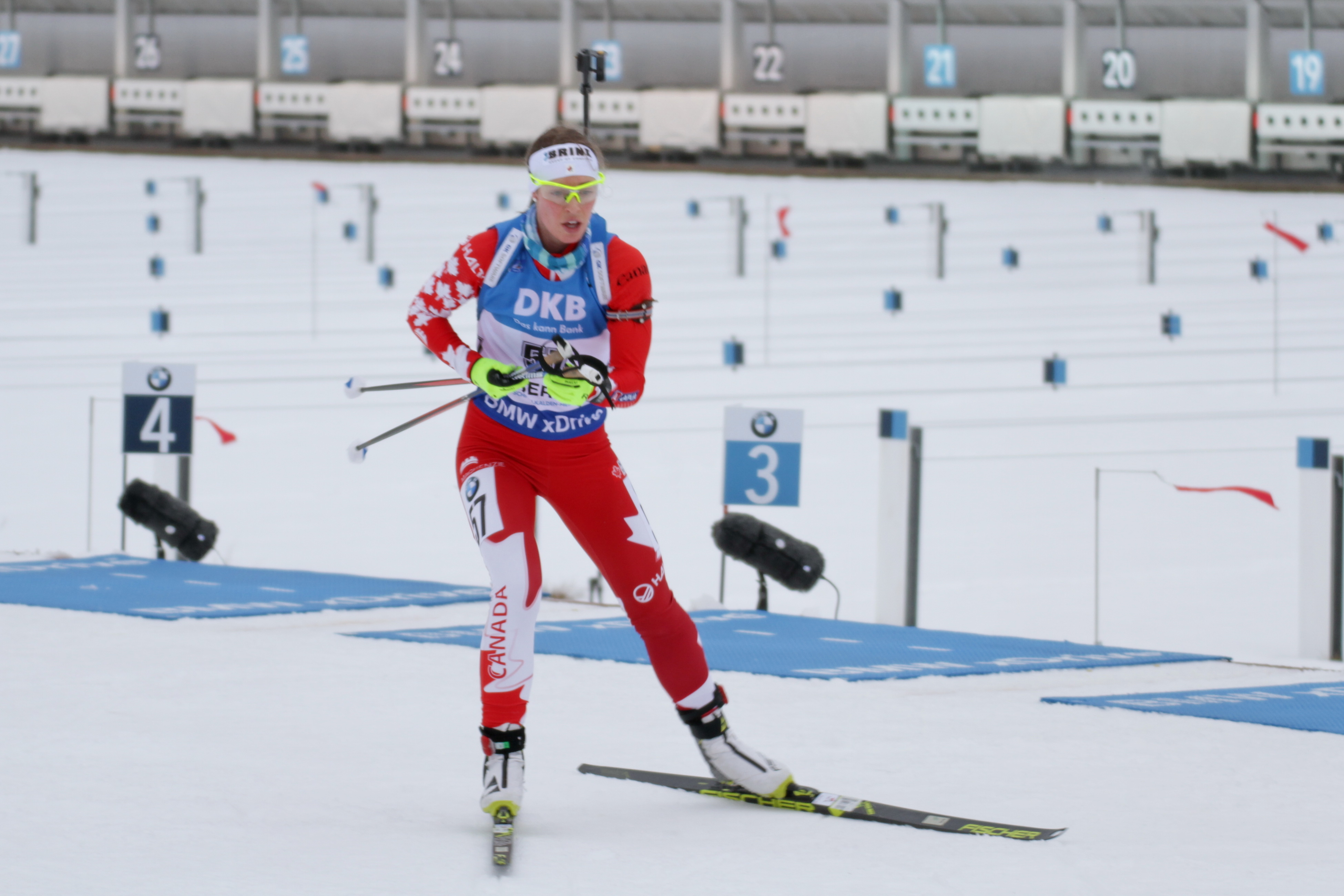
Im Januar 2018 in Oberhof

Megan Tandy stammt aus Prince George, British Columbia und startete zunächst für den Caledonia Nordic Ski Club, später für BC High Performance Biathlon. Die Profisportlerin fing 2001 mit Biathlon an und trat ab 2006 in internationalen Jugendrennen an. Zunächst wurde sie von Geret Coyne, dann von Fiona Coy und später von Ilmar Heinicke trainiert. In Presque Isle startete sie bei ihren ersten von drei Junioren-Weltmeisterschaften. Im Einzel wurde sie dort Achte. Im Jahr darauf belegte sie in Martell Platz 13 im Einzel und Platz sechs mit der Staffel. 2008 wurde sie zudem in Ruhpolding 13. im Einzel, 14. im Sprint und Achte in der Verfolgung. Seit 2006 trat sie auch im Junioren-Europacup an und erreichte vor allem gegen Ende der Saison 2007/08 mit mehreren einstelligen Rängen gute Ergebnisse. Im Sommer des Jahres startete Tandy bei den Junioren-Wettkämpfen der Sommerbiathlon-Weltmeisterschaften 2008 und wurde dort Vierte im Sprint und Bronzemedaillengewinnerin in der Verfolgung hinter Anaïs Bescond und Marine Bolliet. Ein Jahr später gewann sie in Oberhof die Titel in Sprint und Verfolgung.
Ihren Einstand im Seniorenbereich gab Tandy bei den Biathlon-Weltmeisterschaften 2008 in Östersund, wo sie in vier Rennen eingesetzt wurde. Mit der Mixedstaffel wurde sie an der Seite von Megan Imrie, Robin Clegg und Jean-Philippe Leguellec 15., im Staffelwettbewerb der Frauen mit Imrie, Zina Kocher und Sandra Keith 19. Im Einzel konnte sie 70. werden, im Sprint 77. In Pokljuka gewann Tandy 2009 als 35. in einem Einzel erstmals Weltcuppunkte. Beim darauf folgenden Sprint lief sie bis auf Platz 21. Megan Tandy nahm an den Olympischen Winterspielen 2010 teil. Ihr bestes Resultat war der 36. Platz in der Verfolgung. Mit der Staffel belegte sie Rang 15. Bei den Kanadischen Meisterschaften 2010 gewann Tandy die Titel in Sprint und Verfolgung. In Kontiolahti verbesserte Tandy in der Saison 2013/14 ihre beste Platzierung bei einem Sprint auf den 15. Rang.
Um für ihren Sport und vor allem für die Finanzierung einer besseren Vorbereitung auf die Olympischen Winterspiele 2010 in ihrem Heimatland Kanada Geld zu sammeln, nahm Tandy am Bold-Beautiful-Biathlon-Kalender-Projekt teil. Nach den Winterspielen 2010 heiratete sie ihren deutschen Trainer Ilmar Heinicke, zog in seinen Heimatort Klingenthal und gebar im November 2010 den gemeinsamen Sohn. Nach der Scheidung im September 2014 nahm sie wieder den Nachnamen Tandy an und arbeitete neben ihrer aktiven Karriere an ihrem Masterabschluss in Sportmanagement an der Universität Bayreuth.
Im Januar 2019 verkündete Megan Tandy ihren Rücktritt vom aktiven Leistungssport.
Megan Tandy besitzt einen eigenen YouTube-Kanal, auf dem sie regelmäßig Vlogs zur Sanierung ihres Altbaus hochlädt.

## Wettkampfbilanz

### Weltcupplatzierungen
Die Tabelle zeigt alle Platzierungen (je nach Austragungsjahr einschließlich Olympische Spiele und Weltmeisterschaften).
- 1.–3. Platz: Anzahl der Podiumsplatzierungen
- Top 10: Anzahl der Platzierungen unter den ersten zehn (einschließlich Podium)
- Punkteränge: Anzahl der Platzierungen innerhalb der Punkteränge (einschließlich Podium und Top 10)
- Starts: Anzahl gelaufener Rennen in der jeweiligen Disziplin
- Staffel: inklusive Mixed- und Single-Mixed-Staffeln

| Platzierung         | Einzel | Sprint | Verfolgung | Massenstart | Staffel | Gesamt |
| ------------------- | ------ | ------ | ---------- | ----------- | ------- | ------ |
| 1. Platz            |        |        |            |             |         |        |
| 2. Platz            |        |        |            |             |         |        |
| 3. Platz            |        |        |            |             |         |        |
| Top 10              |        |        |            |             | 14      | 14     |
| Punkteränge         | 7      | 8      | 10         | 2           | 37      | 64     |
| Starts              | 20     | 51     | 23         | 2           | 37      | 133    |
| Stand: Karriereende |        |        |            |             |         |        |

### Weltmeisterschaften
| Weltmeisterschaft | Weltmeisterschaft | Einzel | Sprint | Verfolgung | Massenstart | Staffel | Mixedstaffel |
| Jahr              | Ort               | Einzel | Sprint | Verfolgung | Massenstart | Staffel | Mixedstaffel |
| ----------------- | ----------------- | ------ | ------ | ---------- | ----------- | ------- | ------------ |
| 2008              | Östersund         | 70.    | 77.    | –          | –           | 19.     | 15.          |
| 2009              | Pyeongchang       | 53.    | 71.    | –          | –           | 9.      | –            |
| 2010              | Chanty-Mansijsk   |        |        |            |             |         | 11.          |
| 2012              | Ruhpolding        | 30.    | 52.    | 42.        | –           | 13.     | –            |
| 2013              | Nové Město        | 50.    | 54.    | 44.        | –           | 12.     | 14.          |
| 2015              | Kontiolahti       | 21.    | 23.    | 27.        | 23.         | 9.      | –            |
| 2017              | Hochfilzen        | 43.    | 64.    | –          | –           | 16.     | –            |

### Olympische Winterspiele
| Olympische Winterspiele | Olympische Winterspiele | Einzel | Sprint | Verfolgung | Massenstart | Staffel | Mixedstaffel |
| Jahr                    | Ort                     | Einzel | Sprint | Verfolgung | Massenstart | Staffel | Mixedstaffel |
| ----------------------- | ----------------------- | ------ | ------ | ---------- | ----------- | ------- | ------------ |
| 2010                    | Vancouver               | 49.    | 45.    | 35.        | –           | 14.     |              |
| 2014                    | Sotschi                 | 51.    | 59.    | DNF        | –           | 8.      | –            |
| 2018                    | Pyeongchang             | –      | 57.    | DNS        | –           | –       | –            |